# 神田練塀町
神田練塀町（かんだねりべいちょう）は、東京都千代田区の町名。住居表示は未実施。「丁目」の設定のない単独町名である。

## 地理
千代田区の北東部に位置し、神田地域に属する。北辺は台東区秋葉原に接する。東部は千代田区神田松永町に接する。南部は千代田区神田相生町に接する。西部は千代田区外神田に接する。秋葉原駅付近の一角で、ビルや商店が多い地域となっている。西部はJR山手線・京浜東北線などの鉄道用地である。また近年の秋葉原駅前の再開発で高層ビルや高層マンションも見られるようになった。住居表示未実施で、神田松永町との町域が複雑に入り組んでいる。昭和通りとその一本西の通りは松永町の町域だが、斉藤機工本社ビル、ライオンズマンション秋葉原のみ練塀町に属する。

## 歴史
江戸時代は武家地で、南北に走る通りに立派な練塀があったことから下谷練塀小路と呼ばれた。練塀とは、瓦と土を交互に重ねた瓦屋根の土塀のことである。練塀があったのは、『東京府史料』は元禄年間まであった新発田藩溝口家屋敷、『御府内備考』は南隅の河野某屋敷とする。実際に絵図では練塀小路の南隅西脇に河野長十郎の名が見られる。
現在は神田地域に含まれるが、当時はこの一帯まで下谷と認識されていた。茶坊主河内山宗春の居所として知られた。1872年（明治5年）、下谷練塀小路沿いの武家地に下谷練塀町が成立した。東隣の武家地は神田松永町に編入されたため、下谷は練塀町で神田に大きく突き出る形となった。このため東京15区設置当初は下谷区に属したが、1943年（昭和18年）、結局神田区との区界が変更され、練塀町南側が神田区に、松永町北側が下谷区に編入された。この下谷区練塀町および松永町が現在の台東区秋葉原である。1964年（昭和39年）、住居表示実施によりJR線路より西が外神田四丁目に編入されたが、残りは未実施のまま現在に至る。

## 世帯数と人口
2025年（令和7年）3月1日現在（千代田区発表）の世帯数と人口は以下の通りである。
- 世帯数 : 199世帯
- 人口 : 356人

### 人口の変遷
国勢調査による人口の推移。
| 年                 | 人口 |
| ------------------ | ---- |
| 1995年（平成7年）  | 135  |
| 2000年（平成12年） | 110  |
| 2005年（平成17年） | 106  |
| 2010年（平成22年） | 256  |
| 2015年（平成27年） | 291  |
| 2020年（令和2年）  | 373  |

### 世帯数の変遷
国勢調査による世帯数の推移。
| 年                 | 世帯数 |
| ------------------ | ------ |
| 1995年（平成7年）  | 80     |
| 2000年（平成12年） | 72     |
| 2005年（平成17年） | 55     |
| 2010年（平成22年） | 155    |
| 2015年（平成27年） | 174    |
| 2020年（令和2年）  | 203    |

## 学区
区立小・中学校に通う場合、学区は以下の通りとなる（2017年8月現在）。なお、千代田区の中学校では学校選択制度を導入しており、区内全域から選択することが可能。
- 区域 : 全域
  - 小学校 : 千代田区立和泉小学校
  - 中学校 : 千代田区立麹町中学校 または 千代田区立神田一橋中学校

## 交通
町域内に鉄道駅はないが、町域の西部がJRの線路で占められており、地下ではつくばエクスプレスが町を縦貫している。南部方面すぐの所に秋葉原駅があり、つくばエクスプレス駅ホームの一部は練塀町にかかっている。

## 事業所
2021年（令和3年）現在の経済センサス調査による事業所数と従業員数は以下の通りである。
- 事業所数 : 100事業所
- 従業員数 : 20,875人

### 事業者数の変遷
経済センサスによる事業所数の推移。
| 年                 | 事業者数 |
| ------------------ | -------- |
| 2016年（平成28年） | 101      |
| 2021年（令和3年）  | 100      |

### 従業員数の変遷
経済センサスによる従業員数の推移。
| 年                 | 従業員数 |
| ------------------ | -------- |
| 2016年（平成28年） | 5,872    |
| 2021年（令和3年）  | 20,875   |

## 施設
- 富士ソフト秋葉原ビル
- パークタワー秋葉原
- 住友不動産秋葉原駅前ビル

## その他

### 日本郵便
- 郵便番号 : 101-0022[4]（集配局 : 神田郵便局[16]）。